# Destructhor
Thor Anders Myhren (1978. március 8. –) norvég gitáros, ismertebb nevén Destructhor.

## Pályafutása
A Myrkskog death metal együttesben kezdte pályafutását. 2000-ben csatlakozott a Zyklon együtteshez, melyet az  egykori Emperor tagok Samoth és Trym alapítottak. A Zyklon gitárosaként eddig három albumot készített, majd 2008-ban az 1349 együttessel is turnézott. Szintén 2008-ban csatlakozott a Morbid Angel death metal együtteshez.

## Diszkográfia

### Myrkskog
- Ode til Norge – 1995 (demo)
- Apocalyptic Psychotica – The Murder Tape – 1998 (demo)
- Deathmachine – 2000 (Candlelight Records)
- Superior Massacre – 2002 (Candlelight Records)

### Zyklon
- World ov Worms (2001)
- Aeon (2003)
- Disintegrate (2006)

### Morbid Angel
- Illud Divinum Insanus (2011)